# Patricia Kraus
Patricia Kraus Ley-Bird (Milán, Italia, 1964) es una cantante, compositora y productora española, hija del tenor Alfredo Kraus.

## Biografía
Patricia Kraus Ley nace en Milán, pero su familia se instala en España desde su infancia. Comienza sus estudios musicales a los nueve años, para más tarde ampliar su formación vocal junto a la soprano Lina Huarte y con su padre, el tenor Alfredo Kraus. A pesar de su formación clásica, se decanta por la música moderna y ya durante las décadas de los ochenta y noventa publica varios trabajos como autora y cantante, dentro del mundo del pop.
En 1987 representa a España en el Festival de la Canción de Eurovisión en Bruselas con el tema «No estás solo», de cuya  es autora, en su primera gran aparición en televisión. Tras esta etapa evoluciona hacia otras formas musicales, interesándose especialmente por la investigación de la voz y los ritmos, publica junto al batería Daniel Assante dos trabajos  experimentales con los que se aleja del circuito comercial. Durante este periodo actúan en algunos festivales de música alternativa por la geografía española.
Patricia y Daniel conocen al productor y teclista Juan Belda y comienzan una estrecha colaboración. Junto a Juan Belda y Juan Gómez forma el grupo Wax Beat en el año 1998 donde combinan la electrónica con los instrumentos y la voz. En el año 2007 y tras distintas etapas y formaciones musicales, comienza su camino en solitario, publicando Alma, considerado por la prestigiosa revista de música especializada Efeeme como, uno de los mejores discos del año. Participa además como profesora en el programa musical Operación Triunfo, de Telecinco. Durante el año 2008 inicia una serie de conciertos con el pianista italiano Gherardo Catanzaro. Participa en el Festival de Jazz Madrid, Jazz Canarias & Mas Heineken, Jazz Lucena, etc. Publica sus nuevos trabajos en 2011 y 2013.

## Discografía
- En solitario
  - Patricia Kraus (Zafiro, 1987)
  - De animales y de selva (WEA, 1989)
  - Batería y voz en dos movimientos (Alía Discos, 1996)
  - Atlanterra (Alía Discos, 1998)
  - I am (1998)
  - Alma (Factoría Autor, 2007)
  - Vintage fun club 2009  (autoprod)
  - Retrocollection 2011  (autoprod)
  - Divazz 2013 (autoprod)
  - Ecos (2016)

- Con Wax beat
  - Lava's lamp (2000)
  - Go outside and play (Boa Records, 2003)